# تجربه زیسته
در تحقیقات پدیدارشناختی کیفی، منظور از تجربۀ زیسته یک بازنمایی از تجربیات و انتخاب‌های یک شخص معین و دانشی است که او از این تجربیات و انتخاب‌ها به دست می‌آورد. این تجربه به همراه مواردی که بر جامعه و فرهنگ متمرکزند و آن‌هایی که روی زبان و ارتباطات تمرکز دارند شاخه‌ای از تحقیقات کیفی است.
در فلسفۀ ویلهلم دیلتای، علوم انسانی مبتنی بر تجربۀ زیسته‌ است که باعث می‌شود این علوم با علوم طبیعی که مبتنی بر تجربیات علمی هستند تفاوت اساسی داشته باشند. از این زاویه نیز می‌توان به این دیدگاه نگریست که از آن‌جا که هر تجربه دارای مؤلفه‌های عینی و ذهنی است، برای محقق مهم است که تمام جنبه‌های آن را درک کند.
در تحقیقات پدیدارشناختی، تجربیات زیسته ابژه اصلی مطالعه است، اما هدف از این تحقیقات درک تجارب زیستۀ افراد به عنوان واقعیت نیست، بلکه تعیین معنای قابل درک چنین تجربیاتی است. علاوه بر این، تجربۀ زیسته به معنای تأمل در یک تجربه در حین گذراندن آن نیست، بلکه یک خاطره است، که در آن تجربه پس از گذشتن یا زیستن آن منعکس می‌شود.